# Silvio Formentin
Silvio Formentin (Padova, 24 febbraio 1922 – Padova, 13 agosto 1990) è stato un calciatore italiano, di ruolo centrocampista.

## Carriera

Con la maglia del

Cresciuto nelle giovanili del Padova, esordisce giovanissimo in prima squadra. Centrocampista centrale con propensione al gol, con la società patavina disputa 6 stagioni in Serie B realizzando 32 gol in 119 partite. Nel 1947 approda al Genoa, esordendo così in Serie A. Realizza 20 gol in 101 partite nell'arco di tre stagioni, quindi nel 1950 viene acquistato dal neopromosso Napoli di Achille Lauro ed Eraldo Monzeglio. In maglia partenopea disputa 4 campionati, collezionando 103 presenze e realizzando 23 gol. Nel 1954 si trasferisce al Novara, dove disputa altre due stagioni.
Chiuderà la carriera agonistica nel 1958 dopo aver disputato una stagione tra le file del Sassuolo.
Complessivamente, in Serie A ha collezionato 244 presenze arricchite da 50 gol.
Formentin muore nel 1990 e viene sepolto nel cimitero comunale di Padova.